# Rolf Almqvist (1928–2008)
Rolf Sixten Ingemar Almqvist, född 12 maj 1928 i Göteborg, död 9 maj 2008 i Älvsborgs församling, var en svensk fotbollsspelare (högerback) som representerade IFK Göteborg i allsvenskan åren 1951–1955. Han spelade sammanlagt 25 allsvenska matcher för klubben (inga mål).
Rolf Almqvist är begravd på Örgryte nya kyrkogård.